# Gy (Alt Saona)
Gy és un municipi francès situat al departament de l'Alt Saona i a la regió de Borgonya - Franc Comtat. L'any 2007 tenia 1.036 habitants.

## Demografia

### Població
El 2007 la població de fet de Gy era de 1.036 persones. Hi havia 400 famílies, de les quals 120 eren unipersonals (32 homes vivint sols i 88 dones vivint soles), 136 parelles sense fills, 116 parelles amb fills i 28 famílies monoparentals amb fills.
La població ha evolucionat segons el següent gràfic:
Habitants censats

### Habitatges
El 2007 hi havia 495 habitatges, 418 eren l'habitatge principal de la família, 27 eren segones residències i 50 estaven desocupats. 404 eren cases i 91 eren apartaments. Dels 418 habitatges principals, 291 estaven ocupats pels seus propietaris, 112 estaven llogats i ocupats pels llogaters i 15 estaven cedits a títol gratuït; 4 tenien una cambra, 19 en tenien dues, 58 en tenien tres, 90 en tenien quatre i 247 en tenien cinc o més. 262 habitatges disposaven pel capbaix d'una plaça de pàrquing. A 181 habitatges hi havia un automòbil i a 183 n'hi havia dos o més.

### Piràmide de població
La piràmide de població per edats i sexe el 2009 era:
| Homes | Edats   | Dones |
| ----- | ------- | ----- |
| 0     | 95 o +  | 4     |
| 0     | 90 a 94 | 4     |
| 4     | 85 a 89 | 28    |
| 12    | 80 a 84 | 16    |
| 12    | 75 a 79 | 40    |
| 12    | 70 a 74 | 12    |
| 24    | 65 a 69 | 32    |
| 28    | 60 a 64 | 24    |
| 16    | 55 a 59 | 20    |
| 40    | 50 a 54 | 36    |
| 28    | 45 a 49 | 36    |
| 24    | 40 a 44 | 36    |
| 48    | 35 a 39 | 36    |
| 28    | 30 a 34 | 32    |
| 48    | 25 a 29 | 36    |
| 36    | 20 a 24 | 12    |
| 36    | 15 a 19 | 52    |
| 16    | 10 a 14 | 40    |
| 20    | 5 a 9   | 24    |
| 16    | 0 a 4   | 24    |

## Economia
El 2007 la població en edat de treballar era de 624 persones, 460 eren actives i 164 eren inactives. De les 460 persones actives 430 estaven ocupades (228 homes i 202 dones) i 30 estaven aturades (13 homes i 17 dones). De les 164 persones inactives 71 estaven jubilades, 37 estaven estudiant i 56 estaven classificades com a «altres inactius».

### Ingressos
El 2009 a Gy hi havia 398 unitats fiscals que integraven 935,5 persones, la mediana anual d'ingressos fiscals per persona era de 17.398 €.

### Activitats econòmiques
Dels 79 establiments que hi havia el 2007, 1 era d'una empresa extractiva, 2 d'empreses alimentàries, 1 d'una empresa de fabricació de material elèctric, 4 d'empreses de fabricació d'altres productes industrials, 10 d'empreses de construcció, 15 d'empreses de comerç i reparació d'automòbils, 3 d'empreses de transport, 5 d'empreses d'hostatgeria i restauració, 1 d'una empresa d'informació i comunicació, 4 d'empreses financeres, 2 d'empreses immobiliàries, 11 d'empreses de serveis, 14 d'entitats de l'administració pública i 6 d'empreses classificades com a «altres activitats de serveis».
Dels 31 establiments de servei als particulars que hi havia el 2009, 1 era una oficina d'administració d'Hisenda pública, 1 gendarmeria, 1 oficina de correu, 2 oficines bancàries, 1 funerària, 2 tallers de reparació d'automòbils i de material agrícola, 1 autoescola, 3 paletes, 2 guixaires pintors, 2 fusteries, 1 lampisteria, 1 electricista, 3 perruqueries, 4 veterinaris, 2 restaurants, 2 agències immobiliàries i 2 salons de bellesa.
Dels 9 establiments comercials que hi havia el 2009, 1 era un hipermercat, 1 una gran superfície de material de bricolatge, 2 fleques, 1 una fleca, 1 una peixateria, 1 una llibreria, 1 una botiga de material de revestiment de parets i terra i 1 una joieria.
L'any 2000 a Gy hi havia 8 explotacions agrícoles que ocupaven un total de 332 hectàrees.

## Equipaments sanitaris i escolars
El 2009 hi havia 1 centre de salut i 1 farmàcia.
El 2009 hi havia 2 escoles elementals. Gy disposava de 2 col·legis d'educació secundària amb 436 alumnes.

## Poblacions més properes
El següent diagrama mostra les poblacions més properes.